# Cotoneaster burmanicus
Cotoneaster burmanicus är en rosväxtart som beskrevs av Gerhard Klotz. Cotoneaster burmanicus ingår i släktet oxbär, och familjen rosväxter. Inga underarter finns listade i Catalogue of Life.